# Distribucions hipergeomètriques no centrals
A les estadístiques, la distribució hipergeomètrica és la distribució de probabilitat discreta generada per agafar boles de colors a l'atzar d'una urna sense reemplaçar.

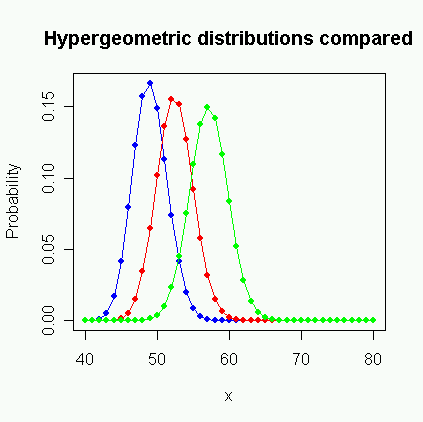
Comparació de distribucions amb les mateixes probabilitats: Blau : Wallenius ω = 0,5 Vermell : Fisher ω = 0,5 Verd : hipergeomètrica central ω = 1.

Existeixen diverses generalitzacions d'aquesta distribució per als casos en què la selecció de boles de colors està esbiaixada, de manera que és més probable que les boles d'un color siguin seleccionades que les d'un altre color.
Això es pot il·lustrar amb l'exemple següent. Suposem que una enquesta d'opinió es realitza trucant a números de telèfon aleatoris. Les persones aturades tenen més probabilitats d'estar a casa i contestar el telèfon que les persones ocupades. Per tant, és probable que els enquestats aturats estiguin sobrerepresentats a la mostra. La distribució de probabilitat dels enquestats ocupats versus desocupats en una mostra de n enquestats es pot descriure com una distribució hipergeomètrica no central.

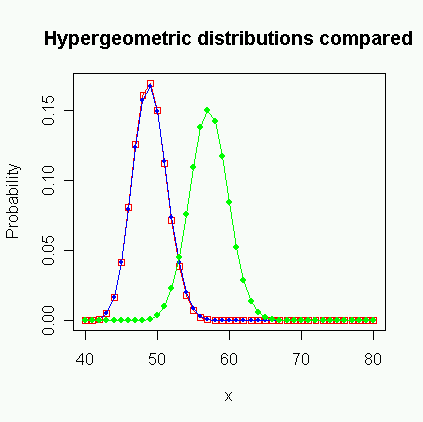
Comparació de distribucions amb la mateixa mitjana: Blau : Wallenius ω = 0,5 Vermell : Fisher ω = 0,28 Verd : hipergeomètrica central ω = 1.

La descripció dels models d'urnes esbiaixats es complica pel fet que hi ha més d'una distribució hipergeomètrica no central. La distribució que s'obté depèn de si els elements (per exemple, boles de colors) es mostren un per un de manera que hi hagi competència entre els elements o si es mostren independentment els uns dels altres. El nom de distribució hipergeomètrica no central s'ha utilitzat per a tots dos casos. L'ús del mateix nom per a dues distribucions diferents va sorgir perquè van ser estudiades per dos grups diferents de científics amb gairebé cap contacte entre ells.
Agner Fog (2007, 2008) va suggerir que la millor manera d'evitar confusions és utilitzar el nom de distribució hipergeomètrica no central de Wallenius per a la distribució d'un model d'urna esbiaixat en el qual es dibuixen un per un un nombre predeterminat d'elements de manera competitiva i utilitzar el nom de distribució hipergeomètrica no central de Fisher per a aquell en què els elements es dibuixen independentment els uns dels altres, de manera que el nombre total d'elements dibuixats només es coneix després de l'experiment. Els noms fan referència a Kenneth Ted Wallenius i RA Fisher, que van ser els primers a descriure les respectives distribucions.
La distribució hipergeomètrica no central de Fisher havia rebut prèviament el nom de distribució hipergeomètrica estesa, però aquest nom s'utilitza rarament a la literatura científica, excepte en manuals que necessiten distingir entre les dues distribucions.